# Cecenowo (stacja kolejowa)
Cecenowo – nieistniejąca stacja kolejowa, która w latach 1902–1933 była końcową stacją kolejki wąskotorowej 750 mm ze Słupska przez Kępno Słupskie, Żelkowo i Dargolezę należącej do Słupskich Kolei Powiatowych (Stolper Kreisbahnen).